# Петр (Пэдурару)
Митрополи́т Пе́тр (рум. Mitropolitul Petru, в миру Ион Кириллович Пэдурару, рум. Ion Păduraru; 24 октября 1946, село Цыганка, Кантемирский район, Молдавская ССР, СССР) — епископ Румынской православной церкви, архиепископ Кишинёвский, митрополит Бессарабский, экзарх Новых земель Румынской православной церкви.
Ранее — епископ Бельцкий (1990—1992), викарий Кишинёвской епархии в юрисдикции Русской православной церкви.

## Биография
Родился 24 октября 1946 года в селе Цыганка (Молдова) в крестьянской семье. Окончил среднюю школу в родном селе. В 1964—1966 годы служил в Советской армии.
В 1967 году поступил в Одесскую духовную семинарию. 29 марта 1969 года пострижен в монашество архиепископом Одесским и Херсонским Сергием. 29 декабря 1970 года в Одессе ректором Ленинградских духовных школ епископом Тихвинским Мелитоном (Соловьёвым) хиротонисан во иеродиакона. 23 февраля 1973 года в Ужгороде архиепископом Мукачевским и Ужгородским Григорием (Закаляком) был хиротонисан во иеромонаха. В 1986 году возведён в достоинство игумена, а 3 декабря 1989 года — в архимандрита.
С 1989 года проживал в Молдове. С 1990 года — настоятель Каприянского монастыря в Молдове.
Определением Священного синода Русской православной церкви от 20 июля 1990 года был избран епископом Бельцким, викарием Кишинёвской епархии. 31 августа 1990 года наречён во епископа. 1 сентября 1990 года в Кишинёве хиротонисан Святейшим Патриархом Московским и всея Руси Алексием.

### Уход из Русской православной церкви
После образования в 1991 году Республики Молдовы, часть клириков и мирян Кишинёвской и Молдавской епархии Московского патриархата, стала выступать за переход в юрисдикцию Румынской православной церкви. Наиболее активно эту позицию отстаивали викарий епархии епископ Бельцкий Петр (Пэдурару) и протоиерей Петр Бубуруз. На состоявшихся в Кишинёве 8 сентября и 15 декабря 1992 года собраниях духовенства было выражено почти единогласное желание остаться в ведении Московской патриархии.
5 октября 1992 года Священный синод Русской православной церкви рассмотрел рапорт архиепископа Кишиневского и Молдавского Владимира (Кантаряна) о нарушении канонической дисциплины со стороны викарного епископа Бельцкого Петра, составленный на основании обсуждения деятельности епископа Петра на общеепархиальном собрании духовенства от 8 сентября 1992 года в Кишинёве. В ходе собрания 705 клириков выразили требование о незамедлительном запрещении епископа Петра в священнослужении ввиду сознательного нарушения им канонов Православной церкви и указаний правящего архиерея. Епископ Петр за непослушание своему правящему архиерею митрополиту Кишиневскому Владимиру и за неявку на заседание Священного синода был запрещён в священнослужении. Также Священный синод постановил вызвать епископа Петра на заседание Синода 20 октября 1992 года.
Епископ Петр трижды был извещён телеграммами, но не явился на заседания Священного синода РПЦ ни 5 октября, ни 20 октября, ни 22 декабря 1992 года, продолжая совершать богослужения в юрисдикции Румынского патриархата.
19 декабря 1992 года епископ Петр и протоиерей Петр без отпускной грамоты от Русской православной церкви в нарушение канонов были приняты в юрисдикцию Румынского патриархата, где епископ Петр и был поставлен местоблюстителем возобновлённой на территории Молдовы Бессарабской митрополии Румынской православной церкви.
22 декабря 1992 года Священный синод Русской православной церкви подтвердил своё решение о запрещении в священнослужении впредь до полного раскаяния епископа Бельцкого Петра как нарушившего священные каноны Православной церкви, что выразилось в совершении богослужений во время пребывания под запрещением, в отказе явиться для рассмотрения его дела на заседания Священного синода, в самочинном переходе без отпускной грамоты в юрисдикцию другой Поместной церкви и в учинении тем самым церковного раскола.
По словам игумена Иринея (Тафуни), епископ Петр «был духовным сыном нынешнего митрополита Владимира, поэтому владыку Петра многие воспринимают как отступника, который повёл людей в раскол».

### Деятельность в качестве митрополита Румынской православной церкви
3 октября 1995 года епископ Петр был возведён патриархом Румынским Феоктистом в сан митрополита и продолжил деятельность на территории Молдовы. Синодальным постановлением от 24 октября он был включён в состав Синода Румынской православной церкви с присвоением ему титула «архиепископ Кишинёвский, митрополит Бессарабский и экзарх Новых земель», с правом экстерриториальной юрисдикции над румынской и молдавской общинами в постсоветских странах, в связи с чем он начал организовывать общины за пределами Молдовы.
25 февраля 1999 года епископ Петр подал на имя патриарха Алексия II и Священного синода Русской православной церкви прошение, в котором выражал искреннее сожаление по поводу событий, происшедших в 1992 году в городе Бельцах во время его нахождения там в качестве викария Кишинёвской епархии. На заседании Священного синода РПЦ 31 марта — 1 апреля 1999 года был заслушан доклад митрополита Смоленского и Калининградского Кирилла, председателя отдела внешних церковных сношений Московского патриархата, об обращении епископа Петра (Пэдурару) к патриарху Московскому и всея Руси Алексию II с прошением о благословении его канонического перехода в юрисдикцию Румынской православной церкви. Учитывая выраженное в прошении раскаяние епископа Петра, Священный синод РПЦ заявил о готовности снять с него каноническое запрещение в священнослужении и предоставить отпускную грамоту. Синод определил: «Дабы сие действие не породило недоразумений среди православных в Молдове и не помешало ведению переговоров между двумя Церквами, осуществить его по возможности в ближайшее время, согласуя с решением основного вопроса, являющегося предметом переговоров между двумя Церквами».
30 января 2005 года митрополит Петр учредил Московский благочинный округ экзархата Новых земель Румынской православной церкви.
В 2008 году группа из 44 священников Бессарабской митрополии потребовала отставки митрополита Петра (Пэдурару), обвиняя его в деспотизме.

## Награды
- Кавалер ордена «За верную службу» (2014 год, Румыния)[5]
- Великий офицер ордена «За заслуги перед культурой»[рум.] в категории G «Культы» (2008 год, Румыния)[6]
- Орден Почёта (14 сентября 2010 года, Молдова) — в знак глубокой признательности за выдающийся вклад в воссоздание Бессарабской митрополии и особые заслуги в возрождении румынской духовности и продвижении православных христианских ценностей[7][8]